# August von Preuschen von und zu Liebenstein

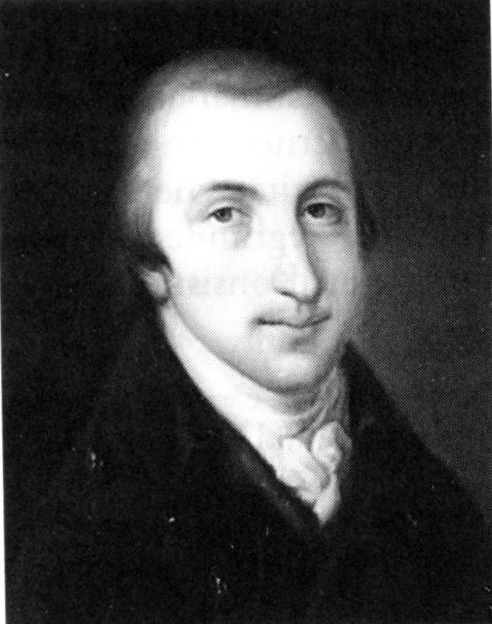
August von Preuschen von und zu Liebenstein

August Ludwig von Preuschen Freiherr von und zu Liebenstein II. (* 3. Juli 1766 in Karlsruhe (abweichend von Rösner gibt das Kirchenbuch den 7. Juli als Geburtstag an); † 7. Oktober 1846 in Wiesbaden) war nassauischer Landtagspräsident und Richter und Vizepräsident des Oberappellationsgerichtes Wiesbaden.

## Familie
August von Preuschen Freiherr von und zu Liebenstein war der Sohn des Regierungspräsidenten Georg Ernst Ludwig von Preuschen Freiherr von und zu Liebenstein und dessen Ehefrau Margaretha Luise, geborene Büttner (1731–1799). Sein Bruder Georg Ernst wurde ebenfalls Richter am Oberappellationsgericht und Landtagsabgeordneter.
Er heiratete am 16. November 1800 in Wetzlar Katharina Sophie Charlotte Althof (* 22. Juli 1775 in Detmold; † 23. Juli 1846 in Wiesbaden), die Tochter des Hofpredigers und Konsistorialrates Ernst August Althof.
Aus der Ehe gingen folgende Kinder hervor:
- Ludwig August (1801–1864), Justizamtmann im Amt Reichelsheim
- Wilhelm Ludwig (1806–1864), Archivar, Limesforscher
- Sophie Louise (1807–1894) ⚭ Eduard von Fransecky, preußischer General der Infanterie
- Friedrich August (1811–1856), Herzoglich-Nassauischer Hof- und Appellationsgerichts-Rat in Dillenburg

## Leben
Er besuchte 1783 bis 1785 das Gymnasium in Karlsruhe und studierte 1785 bis 1788 Rechtswissenschaften an den Universitäten Göttingen und Marburg. 1788 wurde er nassau-usingischer Regierungsassessor in Wiesbaden und wurde 1791 dort zum wirklichen geheimen Regierungsrat ernannt. 1804 bis 1825 war er Rat am Oberappellationsgericht und stieg 1825 dort zum Vizepräsidenten auf.
1813 wurde er zum wirklichen Geheimen Rat ernannt und wurde 1823 Mitglied des Staatsrates.
1816 bis 1845 war er Direktor der juristischen Prüfungskommission in Wiesbaden.
Er war Fideikommissherr des 2. Astes auf Liebenstein.
Bis zur Mediatisierung 1806 war er, gemeinsam mit seinem Bruder Georg Ernst Ludwig, Besitzer des reichsunmittelbaren Dorfes Osterspai. Im Zuge der napoleonischen Neuordnung durch die Rheinbundakte wurde Osterspai im Jahre 1806 vom Herzogtum Nassau übernommen. Die Besitzergreifung erfolgte am 18. September 1807. Der Ort wurde dem Amt Braubach zugeordnet. Damit endete die Patrimonialgerichtsbarkeit der Brüder August und Georg Ernst Ludwig von Preuschen von und zu Liebenstein. In einem Schreiben vom 22./24. Oktober 1807 an die Regierung Ehrenbreitstein erkannten die Brüder die Souveränität Nassaus an, reklamierten aber die Patrimonialgerichtsbarkeit und Polizeigewalt für sich. Erst mit Schreiben vom 23. März der Regierung des Herzogtums Nassau wurde eine endgültige Regelung getroffen. Die Brüder verzichten auf die Patrimonialgerichtsbarkeit und erhielten eine Entschädigungsrente von 398 Gulden jährlich.

## Abgeordneter
1818 bis 1845 gehörte er als gewähltes Mitglied der Herrenbank der Landstände des Herzogtums Nassau an 1818 war er der erste Präsident der neu eingerichteten Herrenbank.